# Skeeter McKitterick
Phillip Lee „Skeeter“ McKitterick (* 4. Juli 1946 in Los Angeles) ist ein ehemaliger US-amerikanischer Autorennfahrer.

## Karriere
McKitterick begann seine Karriere im Alter von zwölf Jahren im damals noch jungen Kartsport. Sein erstes Monopostorennen gewann er 1968 in einem Formel-Junior-Lotus 22 auf dem Stardust International Raceway in Las Vegas. Bis Ende der 1960er-Jahre blieb er mehr als 20 Rennen der Formel Junior, Formel Ford und Formel 3 siegreich und gewann dabei die Formel-3-Meisterschaft der Formula Racing Association. Bis 1977 bestritt der US-Amerikaner Monopostorennen und gewann in dieser Zeit als Werksfahrer von Alfa Romeo Nordamerika auf einem McLaren Mk4A mit Alfa-Romeo-Motor die Formula-B-Meisterschaft.
Ab 1977 ging er nur mehr bei Sportwagenrennen an den Start. Seine erste Platzierung am Podium der ersten Drei war der zweite Gesamtrang beim 3-Stunden-Rennen von Mid-Ohio 1977; herausgefahren als Partner von Jacky Ickx in einem Porsche 935. 1979 wurde er Gesamtneunter beim 12-Stunden-Rennen von Sebring und Achter beim 24-Stunden-Rennen von Le Mans. Mit dem zweiten Gesamtrang in Sebring 1981 erreichte er seine beste Platzierung bei einem internationalen Sportwagenrennen. 1982 fuhr er den Rondeau M382 in der IMSA-GTP-Serie und schaffte mit dem dritten Rang beim 100-Meilen-Rennen von Sears Point das beste Ergebnis für dieses Rennfahrzeug in dieser Rennserie.
Bis 1987 fuhr er Sportwagenrennen und beendete 1988 nach einem 16. Gesamtrang beim 2-Stunden-Rennen von Del Mar seine professionelle Rennkarriere.

## Statistik

### Le-Mans-Ergebnisse
| Jahr | Team                   | Fahrzeug       | Teamkollege    | Teamkollege   | Platzierung | Ausfallgrund       |
| ---- | ---------------------- | -------------- | -------------- | ------------- | ----------- | ------------------ |
| 1979 | Dick Barbour Racing    | Porsche 935/78 | Edwin Abate    | Bob Garretson | Rang 8      |                    |
| 1980 | Racing Associates Inc. | Porsche 935K3  | Charles Mendez | Leon Walger   | Ausfall     | Unfall             |
| 1982 | Garretson Developments | March 82G      | Bobby Rahal    | Jim Trueman   | Ausfall     | Leck im Benzintank |

### Sebring-Ergebnisse
| Jahr | Team                                     | Fahrzeug      | Teamkollege        | Teamkollege      | Platzierung | Ausfallgrund |
| ---- | ---------------------------------------- | ------------- | ------------------ | ---------------- | ----------- | ------------ |
| 1980 | Racing Associates                        | Porsche 935K3 | Bob Akin           | Roy Woods        | Rang 5      |              |
| 1981 | Cooke Woods Racing Garretson Enterprises | Porsche 935K3 | Ralph Kent-Cooke   | Roy Woods        | Rang 2      |              |
| 1982 | Garretson Development                    | Porsche 935K3 | Ray Ratcliff       | Grady Clay       | Rang 7      |              |
| 1983 | Grid Motor Racing                        | Grid Plaza S1 | Milt Minter        |                  | Rang 12     |              |
| 1985 | Leon Bros. Racing                        | March 85G     | Al Leon            | Art Leon         | Rang 7      |              |
| 1987 | Whitehall Rockensports                   | Alba AR5      | Ted Boady          | Paul Lewis       | Ausfall     | Defekt       |
| 1988 | Whitehall Rockensports                   | Spice SE88P   | Claude Ballot-Léna | Jean-Louis Ricci | Ausfall     | Zündung      |